# فرودگاه بین‌المللی دیگو اراسنا
فرودگاه بین‌المللی دیگو اراسنا (به انگلیسی: Diego Aracena International Airport) (به زبان بومی: Aeropuerto Internacional Diego Aracena) یک فرودگاه همگانی و نظامی با کد یاتا IQQ است که یک باند فرود آسفالت دارد و طول باند آن ۳۳۵۰ متر است. این فرودگاه در کشور شیلی قرار دارد و در ارتفاع ۴۷ متری از سطح دریا واقع شده‌است.

## شرکت‌های هواپیمایی و مقصدهای پروازی
| شرکت‌های هواپیمایی                      | مقصدهای پروازی                                                                   |
| -------------------------------------- | -------------------------------------------------------------------------------- |
| Amaszonas                              | سروو مورنو، چاکلوتا، دسیرتو دا اتاکما، لا فلوریدا، ویرو ویرو، ال آلتو            |
| Amaszonas اجرا توسط Amaszonas Paraguay | سیلویو پتیروسی، مارتین میگول داگومس                                              |
| آندس لینئاس آئرئاس                     | فصلی: مارتین میگول داگومس                                                        |
| لان ایرلاینز                           | سروو مورنو، چاکلوتا، ال لوا، ال آلتو، ویرو ویرو، کومودورو ارتورو مرینو بنیتز     |
| اسکای ایرلاین                          | سروو مورنو، چاکلوتا، رودریگز بیون، دسیرتو دا اتاکما، کومودورو ارتورو مرینو بنیتز |